# Maria Telkes
Mária Telkes (12 décembre 1900, Budapest - 2 décembre 1995) est une scientifique et inventeuse américano-hongroise qui a travaillé sur les technologies liées à l'énergie solaire.

## Biographie
Née en 1900 en Hongrie, Mária Telkes s'établit aux États-Unis en 1924 après avoir eu son doctorat en chimie physique à Budapest.
Elle travaille tout d'abord comme biophysicienne à la fondation clinique de Cleveland, étudiant l'énergie produite par des organismes vivants, puis participant au développement d'un appareil photo-électrique permettant d'enregistrer les ondes cérébrales. 
Pendant la seconde guerre mondiale, elle invente une unité de désalinisation miniature pour utilisation sur les radeaux de sauvetage qui utilise l'énergie solaire et la condensation pour recueillir de l'eau potable selon le principe du distillateur solaire.
De 1939 à 1953 elle participe à la recherche sur l'énergie solaire au Massachusetts Institute of Technology.
Telkes est connue pour avoir conçu le premier générateur de puissance thermoélectrique en 1947. Elle met au point la première maison solaire auto-suffisante à 75 % en 1948 avec l'architecte Eleanor Raymond et le premier réfrigérateur thermoélectrique en 1953 en utilisant les propriétés thermoélectriques des semi-conducteurs. Toujours en 1953, soutenue par une subvention de 45 000$ de la fondation Ford, elle développe un four solaire simple à construire et utiliser, permettant d'atteindre une température de cuisson de 175°C.
Une de ses spécialités est l'étude des matériaux changeant de phase, par exemple les sels fondus pour stocker l'énergie thermique. Elle a donné de nombreux cours, avec un accent hongrois très prononcé qui la faisait ressembler aux Gabor sisters (en). Un de ses composés favoris était le sulfate de sodium ou sel de Glauber ; après un cours au Texas, un étudiant intrigué vient la voir pour lui demander où il peut trouver le sel global (en anglais Glauber's salts et global' salts).
Elle est considérée comme une des pionnières dans les systèmes des stockage de l’énergie solaire thermique. Elle s'installe au Texas dans les années 1970 et est consultée par plusieurs nouvelles entreprises travaillant sur l'énergie solaire, dont Northrup Solar qui deviendra ARCO Solar puis BP Solar.